# Grace H. Murray
Grace H. Murray (9 de novembro de 1872 - 1944) foi uma pintora de aguarela americana. Murray estudou com William Bouguereau na Academia Julian em Paris.
O seu trabalho está incluído nas colecções do Museu Smithsoniano de Arte Americana e do Brooklyn Museum.